# Ann Haydon-Jones
Adrianne Shirley Haydon, conocida también como Ann Haydon-Jones (CBE (Birmingham, Inglaterra, Reino Unido, 7 de octubre de 1938) es una excampeona de tenis y tenis de mesa. Ganó un total de ocho campeonatos de Grand Slam durante su carrera: tres en individuales, tres en dobles femeninos y dos en dobles mixtos.